# Concatedral de San Donato de Acerno
La Concatedral de San Donato o simplemente Catedral de Acerno (en italiano: Concattedrale di S. Donato) Es una catedral católica, dedicada a San Donato de Arezzo, en la ciudad de Acerno en Campania, Italia.
Desde el siglo XI fue la sede del obispo de Acerno. El obispado se unió al Arzobispado de Salerno en 1818 para formar la Arquidiócesis de Salerno-Acerno, renombrada en 1986 la Arquidiócesis de Salerno-Campagna-Acerno, en la que la Catedral de Acerno es una catedral.
La construcción del actual edificio comenzó en 1575 en las ruinas de una iglesia anterior que fue declarada la catedral de la diócesis de Acerno en 444 por el Papa León I. Como consecuencia de muchos terremotos, en particular el de 1980 y el incendio que le siguió, la estructura sufrió numerosos cambios. Como resultado de un proyecto de reconstrucción en 1989 el edificio ha sido completamente restaurado y reabierto para el culto.